# Eric Clapton Smoker’s Guitar
Die Eric Clapton Smoker’s Guitar ist eine von Fender gebaute Signatur Stratocaster von Eric Clapton, die Clapton während seiner zweijährigen Journeyman World Tour 1990 und 1991 nutzte. 1999 versteigerte Clapton die Gitarre für einen guten Zweck in New York.

## Merkmale
Wie in Money and Cigarettes beschrieben, blieb Clapton nach seiner Entziehungskur von Alkohol nichts außer Geld und Zigaretten. Clapton rauchte 1990 und 1991 öfter als auf anderen Konzerten und steckte sich fast bei jedem Stück eine Zigarette an die Kopfplatte seiner Stratocaster. Ein Stück der Kopfplatte brannte wie bei Brownie und Blackie ab und somit erhielt Clapton 1991 während seiner Tour mit George Harrison in Japan eine Signatur-Stratocaster mit einer Einfräsung in der Kopfplatte, in die Clapton seine Zigarette stecken konnte, ohne dass die Kopfplatte weiter abbrannte. So erhielt die Gitarre den Spitznamen The Smoker's Guitar ‚Die Rauchergitarre‘.
Clapton sagte Christie’s 1999, dass die Gitarre daran beteiligt war, das Rauchen zu beenden. Lee Dickson, Claptons Techniker, erwähnte 1991, dass der Witz hinter der Smoking-Version war, dass sie sich vorstellten, wenn Leute in ein Geschäft gingen, um Claptons schwarze Stratocaster zu kaufen, sie dann gefragt würden „Raucher oder Nichtraucher?“. Doch es blieb bei einer einzigen Gitarre für Clapton. Die Smoker's Guitar wurde nie mehr produziert.

## Gebrauch
Clapton spielte die Gitarre während seiner Journeyman World Tour. Zu sehen ist die Gitarre auf der 24 Nights DVD sowie auf anderen nicht offiziell veröffentlichten Konzertmitschnitten.

## Wert und Verkauf
1999 verkaufte Clapton die Gitarre bei einer Versteigerung in New York für 77.300 US-Dollar, um das von ihm gegründete Crossroads Centre für Alkohol- und Drogenabhängige zu unterstützen.